# Thomas Baroukh

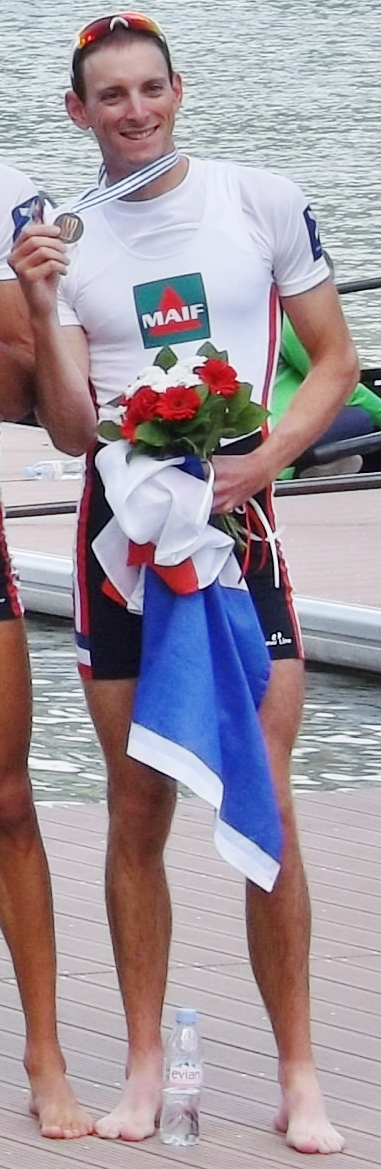
Thomas Baroukh, 2015

Thomas Baroukh (* 15. Dezember 1987 in Le Chesnay) ist ein französischer Leichtgewichts-Ruderer.

## Sportliche Karriere
Der 1,83 m große Baroukh belegte bei den U23-Weltmeisterschaften 2009 den vierten Platz mit dem Leichtgewichts-Vierer ohne Steuermann. Bei den Weltmeisterschaften in der Erwachsenenklasse im gleichen Jahr trat er mit dem Leichtgewichts-Achter an und erreichte den fünften Platz. 2010 belegte er zusammen mit Nicolas Moutton im Ruder-Weltcup in Luzern den dritten Platz im Leichtgewichts-Zweier ohne Steuermann. 2011 trat er bei den Weltmeisterschaften wieder mit dem Leichtgewichts-Achter an und ruderte auf den vierten Platz. 2012 saß Baroukh im Leichtgewichts-Vierer ohne Steuermann, der in allen drei Weltcup-Regatten das A-Finale erreichte. Bei der olympischen Regatta in Eton belegten Thomas Baroukh, Franck Solforosi, Nicolas Moutton und Fabrice Moreau als Sieger des B-Finales den siebten Platz. Bei den erst nach den Olympischen Spielen stattfindenden Europameisterschaften 2012 kamen Baroukh und Moreau im Leichtgewichts-Zweier auf den fünften Rang.
Im folgenden Jahr fanden die Europameisterschaften von Ende Mai bis Anfang Juni statt, der neue französische Leichtgewichts-Vierer mit Franck Solforosi, Guillaume Raineau, Augustin Mouterde und Thomas Baroukh gewann die Bronzemedaille hinter den Booten aus Dänemark und Tschechien. Bei den in Korea ausgetragenen Weltmeisterschaften 2013 belegte der Vierer in gleicher Besetzung den vierten Platz. Zu Saisonbeginn 2014 gewannen Solforosi, Raineau, Mouterde und Baroukh wie im Vorjahr Bronze bei den Europameisterschaften. Bei den Weltmeisterschaften 2014 ruderten Mouterde und Baroukh zur Silbermedaille im Leichtgewichts-Zweier. 2015 trat bei den Europameisterschaften der französische Vierer mit Thibault Colard, Guillaume Raineau, Thomas Baroukh und Franck Solforosi an und erhielt Silber hinter den Schweizern. Bei den Weltmeisterschaften vor heimischem Publikum auf dem Lac d’Aiguebelette siegten die Schweizer vor den Dänen, der französische Vierer gewann die Bronzemedaille. Ein Jahr darauf gewannen bei den Olympischen Spielen in Rio de Janeiro erneut die Schweizer vor den Dänen und den Franzosen. Für seinen Medaillengewinn erhielt er am 30. November 2016 das Ritterkreuz des Ordre national du Mérite.